# Karch Kiraly
Charles Frederick "Karch" Kiraly, född 3 november 1960 i Jackson i Michigan, USA är tidigare beachvolley- och volleybollspelare, samt nuvarande volleybolltränare. Han har varit mycket framgångsrik i samtliga roller.
Kiraly vann som spelare guld i volleyboll med herrlandslaget vid OS 1984 i Los Angeles och OS 1984 i Seoul samt guld i beachvolley tillsammans med Kent Steffes vid OS 1996 i Atlanta.
Som tränare för USA:s damlandslag vann han dessutom guld vid OS 2021 i Tokyo och brons vid OS 2016 i Rio de Janeiro.